# Drosophila yuragyacum
Drosophila yuragyacum är en tvåvingeart som beskrevs av María Luna Vela, Violeta Rafael och Diego Céspedes 2012. Drosophila yanaurcus ingår i artgruppen Drosophila asiri tillsammans med Drosophila asiri, Drosophila neoasiri och Drosophila yanaurcus. Arten är endast känd från Ecuador och fynden är från ett område 3550 meter över havet.